# Équipe de Mayotte de rugby à XV
L'équipe de Mayotte de rugby à XV rassemble les meilleurs joueurs de rugby à XV de Mayotte sous le patronage du Comité de rugby de Mayotte. Elle participe chaque année au tournoi de la CAR Castel Beer Trophy.

## Histoire
Après plusieurs participations au défunt tournoi des DOM-TOM (1995-2003), l'équipe participe depuis 2006 à la coupe d’Afrique des nations.
En 2006, le tournoi s’est déroulé sur l’île de La Réunion en présence des sélections de Maurice, du Botswana, de la Réunion et de Mayotte. Le tournoi s’est soldé par 2 défaites mais Mayotte a fait son premier match international officiel (Mayotte-Maurice) en présence des instances africaines (CAR).
En 2007, le tournoi s’est déroulé en Tanzanie en présence des sélections de Tanzanie, du Rwanda et de Mayotte. Cette compétition a vu la première victoire de Mayotte en match international (Mayotte 58 – Rwanda 0).
En 2008, le tournoi se déroule à l’île Maurice, où Mayotte ne remporte aucun match contre l'équipe de La Réunion, de Tanzanie et de Maurice. Mayotte n'a plus joué de test match depuis cette année.
En 2023, la sélection participe aux Jeux des îles de l'océan Indien 2023.